# Melasina sauropa
Melasina sauropa är en fjärilsart som beskrevs av Edward Meyrick 1908. Melasina sauropa ingår i släktet Melasina och familjen säckspinnare. Inga underarter finns listade i Catalogue of Life.